# Tasiocera (Dasymolophilus) boraceae
Tasiocera (Dasymolophilus) boraceae is een tweevleugelige uit de familie steltmuggen (Limoniidae). De soort komt voor in het Neotropisch gebied.